# 베자 공작 인판테 주앙
주앙 드 브라간사사셰코부르구고타, 베자 공작(포르투갈어: João de Bragança-Saxe-Coburgo-Gota, Duque de Beja, 1842년 3월 16일 ~ 1861년 12월 27일)은 포르투갈의 인판테이다.
마리아 2세와 페르난두 2세의 셋째 아들로 태어났으며 형으로는 페드루 5세, 루이스 1세가 있다. 1853년에 자신의 어머니인 마리아 2세가 사망한 이후에 군사 교육을 받았던 주앙은 1861년에 둘째 형인 포르투 공작 루이스와 함께 군사 교육을 받기 위해 영국과 프랑스를 방문했다가 큰형인 페드루 5세 국왕이 장티푸스, 콜레라로 위독하다는 소식을 듣고 급히 귀국했다. 주앙 자신도 콜레라에 감염되었고 페드루 5세, 남동생 페르난두와 함께 사망하였다.